# Raymond Chappetto

Bischofswappen von Raymond Chappetto

Raymond Francis Chappetto (* 20. August 1945 in Astoria, New York City) ist ein US-amerikanischer römisch-katholischer Geistlicher und emeritierter Weihbischof in Brooklyn.

## Leben
Raymond Chappetto empfing am 29. Mai 1971 durch den Bischof von Brooklyn, Francis J. Mugavero, das Sakrament der Priesterweihe.
Am 2. Mai 2012 ernannte ihn Papst Benedikt XVI. zum Titularbischof von Citium und zum Weihbischof in Brooklyn. Der Bischof von Brooklyn, Nicholas Anthony DiMarzio, spendete ihm zusammen mit Paul Robert Sanchez am 11. Juli desselben Jahres die Bischofsweihe; Mitkonsekratoren waren die Weihbischöfe in Brooklyn, Frank Joseph Caggiano und Octavio Cisneros. Seit September 2013 ist er Generalvikar des Bistums Brooklyn.
Papst Franziskus nahm am 7. März 2022 das von Raymond Chappetto aus Altersgründen vorgebrachte Rücktrittsgesuch an.